# Radical 60
El radical 60, representado por el carácter Han 彳, es uno de los 214 radicales del diccionario de Kangxi. En mandarín estándar es llamado　彳部　(chì bù, «radical “paso”»), en japonés es llamado 彳部, てきぶ　(tekibu), y en coreano 척 (cheok).
El radical «paso» aparece siempre en la parte izquierda de los caracteres que se encuentran clasificados bajo el mismo (por ejemplo en: 徂). Los caracteres clasificados bajo este radical suelen tener significados relacionados con el caminar o el movimiento de las personas. Por ejemplo: 徇, «seguir»; 後, «detrás»; 待, «permanecer».

## Nombres populares
- Mandarín estándar: 双人旁, shuāng rén páng, «pareja a un lado».
- Coreano: 두인변부, tu in byeon bu «radical dos personas en un lado».
- Japonés:　行人偏（ぎょうにんべん）, gyōninben, «“persona que va” a la izquierda del carácter».[1]
- En occidente: radical «paso».

## Galería
| Estilos antiguos                                 | Estilos antiguos                  | Estilos antiguos                        | Estilos antiguos                   | Estilos antiguos                   | Estilos empleados actualmente       | Estilos empleados actualmente  | Estilos empleados actualmente    | Estilos empleados actualmente   | Estilos empleados actualmente  |
|                                                  |                                   |                                         |                                    |                                    |                                     | 彳                             | 彳                               |                                 |                                |
| 甲骨文 jiǎgǔwén (escritura de huesos oraculares) | 金文 jīnwén (escritura de bronce) | 简帛 jiǎnbó (escritura de bambú y seda) | 篆文 zhuànwén (escritura de sello) | 篆文 zhuànwén (escritura de sello) | 隸書 lìshū (estilo de los escribas) | 楷書 kǎishū (estilo regular)   | 楷書 kǎishū (estilo regular)     | 行書 xǐngshū (estilo corriente) | 草書 cǎoshū (estilo de hierba) |
| 甲骨文 jiǎgǔwén (escritura de huesos oraculares) | 金文 jīnwén (escritura de bronce) | 简帛 jiǎnbó (escritura de bambú y seda) | 大篆 dàzhuàn (sello grande)        | 小篆 xiǎozhuàn (sello pequeño)     | 隸書 lìshū (estilo de los escribas) | 繁體／繁体 fántǐ (tradicional) | 简体／簡體 jiǎntǐ (simplificado) | 行書 xǐngshū (estilo corriente) | 草書 cǎoshū (estilo de hierba) |

## Caracteres con el radical 60
| trazos | carácter                                  |
| ------ | ----------------------------------------- |
| + 0    | 彳                                        |
| + 3    | 彴 彵                                     |
| + 4    | 彶 彷 彸 役 彺 彻                         |
| + 5    | 彼 彽 彾 彿 往 征 徂 徃 径                |
| + 6    | 待 徆 徇 很 徉 徊 律 後 徍                |
| + 7    | 徎 徏 徐 徑 徒 従 徔 徕                   |
| + 8    | 徖 得 徘 徙 徚 徛 徜 徝 從 徟 徠 御 徢 徣 |
| + 9    | 徤 徥 徦 徧 徨 復 循 徫                   |
| + 10   | 徬 徭 微 徯 徰                            |
| + 11   | 徱 徲 徳 徴                               |
| + 12   | 徵 徶 德 徸 徹 徺                         |
| + 13   | 徻 徼                                     |
| + 14   | 徽 徾                                     |
| + 16   | 徿                                        |
| + 17   | 忀 忁                                     |
| + 18   | 忂                                        |